# Подветренные волны
Подветренные волны в метеорологии — тип стоячих атмосферных волн. Эти волны характеризуются периодическими изменениями атмосферного давления и температуры воздуха и вызываются его вертикальным смещением, например, в результате орографического подъема при преодолении ветром горного хребта (в этом случае подветренные волны носят название «горных волн»). Подветренные волны также может вызвать ветер, дующий с эскарпа или плато, отклонение воздушного потока из-за теплового восходящего движения или прохождения через горизонтальные конвекционные потоки. Подветренные волны были впервые описаны в 1933 году немецкими планеристами Ганцом Дойчманом и Вольфом Гиртом над горами Крконоше.
Вертикальное движение воздуха вызывает периодические изменения в скорости и направлении движения в потоке. Подветренные волны всегда возникают группами на подветренной стороне препятствия или воздушного потока, что их вызывает. На первом спуске такого воздуха возникает турбулентный горизонтальный вихрь, так называемый ротор, который приводит к колебаниям. Подветренные волны достигают наибольшей силы при условии стабильного горизонтального уровня свойств слоев воздуха над препятствием и нестабильного приповерхностного слоя.
Типичная длина волны подветренных волн составляет между 2 и 8 км. Если это расстояние соответствует расстоянию между холмами — волны могут усиливаться, если нет — колебания быстро затухают за препятствием. В районах с пересеченной местностью подветренные волны могут существовать одновременно в нескольких местах. В некоторых случаях они могут вызвать сильные ветры в низких точках и образовывать лентикулярные облака в высоких.